# Älvsborgs løsen
Älvsborgs løsen kaldes under et de penge, som Sverige ved to fredsaftaler betalte til Danmark for at få fæstningen (gamle) Älvsborg ved Göteborg tilbage efter dansk erobring.

## Alment
I begge tilfælde løste den svenske konge problemet ved at indkræve ekstra landsomfattende skatter. De skatter var meget høje, og alle voksne svenskere måtte gøre store ofre for at betale dem. Derudover gav de anledning til praktiske problemer. Betalingen skulle nemlig ske i sølvmønt, og det krævede meget store mængder sølv.

## Älvsborgs første løsen
Fæstningen erobredes af danskerne den 4. september 1563 under Den Nordiske Syvårskrig, og beløbet blev ved freden i Stettin 1570 bestemt til 150.000 rigsdaler sølvmønt. De skulle betales inden for tre år. Skatten blev betalt af
- indbyggere på landet med en tiendedel af værdien af alt guld, sølv, kobber, tin, penge og kvæg, de ejede.
- Indbyggere i byerne bidrog med en tolvtedel eller i visse tilfælde en attendedel af deres formue. Efter to et halvt år var gælden betalt, og Sverige fik fæstningen tilbage og foretog til 1612 omfattende reparations- og tilbygningsarbejder.

## Älvsborgs andet løsen
Fæstningen erobredes atter af danskerne den 22. maj 1612 under Kalmarkrigen 1611-1613, og beløbet blev bestemt ved freden i Knærød 1613 til 1 million rigsdaler sølvmønt (Rdr), der skulle betales i fire rater i løbet af seks år. Beløbet var dels værdien af fæstningen. dels en krigsskadeerstatning. Som pant for beløbet holdt Danmark denne gang ikke kun fæstningen Älvsborg, men også byerne Lödöse og Nya Lödöse samt seks herreder i Västergötland: (Sävedal, medregnet Svenska Hisingen (det senere Östra Hisings herred); Askim; Bollebygd; Ale; Vättle og Flundre). Fæstningen var det forsvarspolitisk vigtigste, da den havde Sveriges eneste havn mod vest.
Det blev naturligvis meget svært at skaffe det enorme beløb. Kronen (staten) betalte 32 % af sine indkomster. En pige måtte betale 1/2 Rdr, en karl 1 Rdr. og jordbesiddere mere. (En tønde rug kostede en rigsdaler. 1 million rigsdaler var 25-26 ton sølv).
Efter sigende betegnede kong Gustav II Adolf de tunge betalinger som "en kræftsvulst" (svensk: "en tärande kräfta") og lod sit bordsølv nedsmelte for at klare de sidste betalinger.